# دسبرادوس:مطلوب حيا او ميتا
دسبرادوس: مطلوب حيا او ميتا (بالإنجليزية: Desperados: Wanted Dead or Alive)‏ هي لعبة فيديو من نوع تكتيكات في الوقت الحقيقي، صدرت في عام 2001، وهي متوفرة على أجهزة مايكروسوفت ويندوز. اللعبة من تطوير سبيلبوند إنترتينمينت ومن نشر إنفوجرامز.

## روابط خارجية
- دسبرادوس:مطلوب حيا او ميتا على موقع IMDb (الإنجليزية)